# گودرون ۲۴۲
سیارک ۲۴۲ (به انگلیسی: 242 Kriemhild) دویست و چهل و دومین سیارک کشف شده‌است که در ۲۲ سپتامبر ۱۸۸۴ و در وین کشف شد.
قدر مطلق سیارک برابر ۹٫۲۰ است.